# The Sims 4: Cottage Living
The Sims 4: Cottage Living jedanaesti je paket proširenja za The Sims 4 koji je objavljen 22. srpnja 2021. Proširenje je usredotočeno na život na selu, a uključuje razne životinje poput krava, pilića, lami, divljih ptica, zečeva i lisica. Sadrži i ruralni svijet Henford-on-Bagley nadahnut Engleskom.

## Službeni opis
Uzgajajte ili sprijateljite se sa životinjama - Domaća krava daje svježe (s okusom!) mlijeko za sve dok pilići nose jaja u kokošinjac. Skupite vunu lame za zanate, ali čuvajte se nestašnih lisica - dosadne životinje vole jaja! U šumi pripazite na divlje životinje poput zečeva i ptica kako biste stekli njihovo povjerenje za prigodne poklone i pomoć u vrtu.
Živite izvan zemlje - Učinite kuhanje i vrtlarenje zabavnom za cijelu obitelj. Novi recepti i Lot Challenges zahtijevaju svježe sastojke za svaki obrok. Bez obzira uzgajaju li Sims vlastite proizvode, posjećuju li seosku tržnicu ili hranu u divljini, svježe je najbolje! Spreman za izazov? Pokušajte uzgajati prevelike usjeve da biste sudjelovali u natjecanju na sajmu Finchwick.
Zagrljaj seoskog života - Henford-on-Bagley ugodno je selo u kojem svi svakoga poznaju. Dakle, spakirajte košaru za piknik i obruč za vezanje s križem, i spustite se u pub The Gnome’s Arms da biste uzvratili mještanima nakon dugog dana. Zaradite jedinstvene poklone i od susjeda saznajte više o gradu, ili sudjelujte na sajmu Finchwick kako biste pokazali svoju najcjenjeniju kravu ili piletinu.

## Nove značajke[3]

### Svjetovi i susjedstva
Proširenje uključuje novi svijet - Henford-on-Bagley. To je ruralni svijet, nadahnut krajolikom u Velikoj Britaniji, s tri četvrti i 12 parcela.

## Novi dodaci

### Nove životinje
- Zečevi
- Pilići
- Krave
- Lisice
- Ljame
- Divlje ptice

### Novi objekti
- Šupe za životinje
- Konzervirane robe
- Kokošinjci
- Cottagecore vjenčani luk
- Obruči za vezanje križem
- Štandovi s hranom
- Košare za piknik
- Zečje rupe

### Nove osobine
- Ljubitelji životinja - Ovi Simovi opsjednuti su životinjama i često će tražiti njihovo društvo. Lakše će se brinuti o životinjama i približiti im se.
- Netolerantnost na laktozu - Ovi će Simsi postati bolesni ako jedu mliječne proizvode, ali će se osjećati sjajno ako su to neko vrijeme izbjegavali.

### Novi NPC-i
(Non-playable character = lik u igri kojim igrač ne upravlja)
- Agatha Crumplebottom (prodavačica)
- Agnes Crumplebottom (prodavačica)
- Michael Bell (Čuvar stvorenja)
- Kim Goldbloom (prodavačica)
- Lavina Chopra (gradonačelnica)
- Rahul Chopra (dostavljač namirnica)

### Nove obitelji
- Obitelj Watson
- Moody & McMillan obitelj
- Obitelj Kang
- Obitelj Scott

### Nove vrste smrti
- Smrt od Pile ubojice
- Smrt od Ubojice Zeca